# Saint-Cloud
Saint-Cloud – miejscowość i gmina we Francji, w regionie Île-de-France, w departamencie Hauts-de-Seine.  Przez miejscowość przepływa Sekwana. Mieści się na zachodnich przedmieściach Paryża, niecałe 10 kilometrów od centrum.
Według danych na rok 2012 gminę zamieszkiwało 29 436  osób, a gęstość zaludnienia wynosiła 3 894  osób/km². Wśród 1287 gmin regionu Île-de-France Saint-Cloud plasuje się na 516. miejscu pod względem powierzchni.
9 listopada 1799 roku (18 brumaire’a wedle kalendarza rewolucyjnego) obradowała w pałacu Saint-Cloud Rada Pięciuset, niższa izba parlamentu, rozwiązana 10 listopada na skutek przewrotu 18 brumaire’a generała Napoleona Bonaparte, który został wkrótce potem wybrany pierwszym konsulem i objął pełną władzę we Francji.

## Współpraca

Położenie Saint-Cloud w ramach aglomeracji paryskiej

Miejscowości partnerskie:
- Bad Godesberg, Niemcy
- Frascati, Włochy
- Kortrijk, Belgia